# Felice Soldini
Felice Soldini (1915 - data de morte desconhecida) foi um futebolista suíço que atuava como defensor.

## Carreira
Felice Soldini fez parte do elenco da Seleção Suíça de Futebol, na Copa do Mundo de 1950 no Brasil.